# Gábor Sztehlo
Gábor Sztehlo, né le 25 septembre 1909 à Budapest et mort le 28 mai 1974 à Interlaken dans le canton de Berne en Suisse, est un pasteur luthérien hongrois. Il a sauvé plus de deux mille hongrois – dont une majorité d'enfants Juifs – pendant la Shoah au cours de la Seconde Guerre mondiale.

## Biographie
De mars à octobre 1944 il entreprend avec le « Comité protestant du bon troupeau » d'organiser le sauvetage des enfants juifs abandonnés ou persécutés de Budapest et de les cacher dans des dizaines d'appartements ou abris situés pour la plupart à Buda. Tous les refuges ayant souffert des combats entre l'Armée rouge et les troupes allemandes nazies, il décide de protéger chez lui 33 enfants juifs pendant trois semaines. En février 1945 à la libération de la Hongrie il remet les enfants à leurs familles ou à des organisations de bienfaisance. Environ 1700 enfants juifs de Budapest purent ainsi être sauvés,.

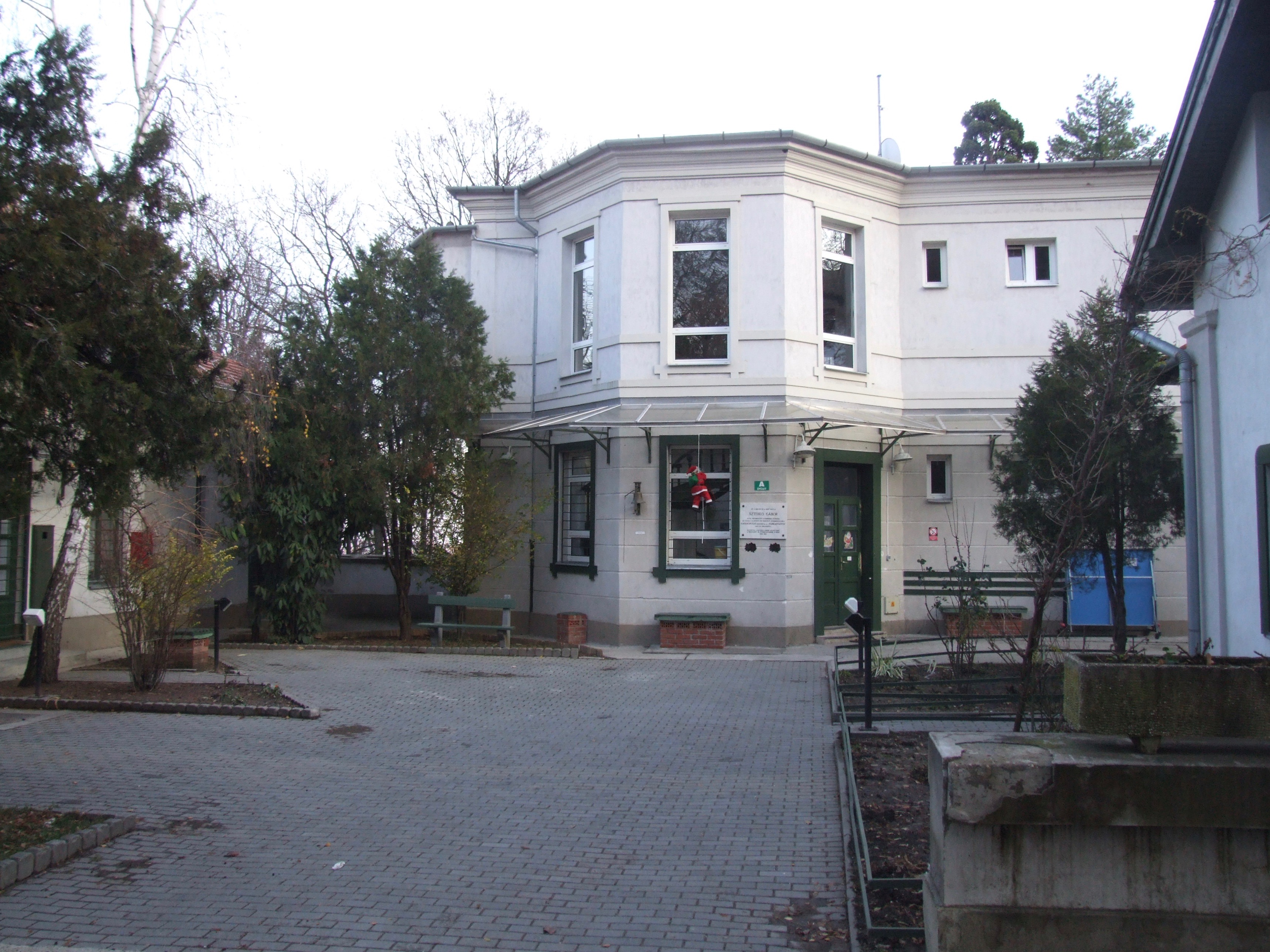
Bâtiment central de Gaudiopolis, situé dans le XIIe arrondissement de Budapest - Budakeszi út, 48

Mais beaucoup restent orphelins, formant des bandes d'enfants sans-abris à Budapest comme le décrit le film Quelque part en Europe et, au printemps 1945, G. Sztehlo, qui avait souvent mentionné pendant la guerre son idée de créer un « État des enfants » pour les orphelins, se voit confier plusieurs centaines d'enfants que les orphelinats débordés ne peuvent accueillir. Un membre de la famille de Manfréd Weiss (1857-1922), fondateur des aciéries de l'île de Csepel près de Budapest (Csepel Művek (en)), lui propose ses villas du quartier de Zugliget à Budapest, alors abandonnées, c'est ainsi que Sztehlo y fonde Gaudiopolis (en), la « ville de la joie » (Örömváros). Cette « république des enfants » était une société au fonctionnement autonome, avec enseignement, liberté religieuse, travail organisé mais non obligatoire, ateliers d'artisanat et production de fruits ; elle avait comme monnaie le « dollar Gapo », dont le cours suivait la valeur d'un ticket de tramway et qui pouvait être changé en nourriture ; il y avait même une constitution et des lois, menteurs et voleurs pouvant être exclus, même si le cas fut très rare. Elle n'était soutenue ni par l'Église ni par l'État, mais bénéficiait de l'aide de la Croix-Rouge et a pu subsister jusqu'à sa dissolution et sa confiscation par l'état en 1950. Sur l'ancien domaine de Gaudiopolis se trouvent de nos jours le Foyer pour enfants Vasvári Pál, qui a pris le nom de Foyer pour enfants Sztehlo Gábor en 2009, ainsi que quelques immeubles d'habitation construits entre 1974 et 1977.
En 1972 Gábor Sztehlo est élevé à la dignité de « Juste parmi les nations » par le mémorial de Yad Vashem.

## Ouvrage
- Gábor Sztehlo, In the Hands of God, éditeur : Gabor Sztehlo Foundation (1994),  (ISBN 978-9630441483)